# Bryobia exserta
Bryobia exserta är en spindeldjursart som beskrevs av Wang 1985. Bryobia exserta ingår i släktet Bryobia och familjen Tetranychidae. Inga underarter finns listade.